# ディゴス
ディゴス市（英語: Digos city、タガログ語: Lungsod ng Digos、セブアノ語: Dakbayan sa Digos）は、フィリピン南部ダバオ地方の南ダバオ州に所在する都市である。19万人弱が居住するこの都市は同州で人口が二番目に多い州都であり、またダバオとともに州における商業・文化・教育の中心地となっている。

## 歴史
昔は同地は水路だったと考えられていて、水浴や釣りにも適していたこの地はアポ山南麓に沿い定住したオーストロネシア人の集会所として機能していた。
ディゴスはかつてマギンダナオ・スルターン国の一地域であり、ダバオ地方においてスペイン帝国への抵抗運動を率いていたダトゥ・バゴの影響を受けていた。
スペインの支配下にあった時代に弓矢を運んでいた裸足の先住民へ極めて肥沃なダバオ地方を横断していたスペイン人が近づき同地の名前を尋ねたところ、先住民がどこへ行こうとしているのかを尋ねられたと思い現地語で「パディガス（『風呂に入りに行く』の意）」と答えた。それ以来よりこの地は「ディゴス」と認識されている。
「南ダバオ州の食料庫」や「パダダ・バレー」としても知られた同地は特にヴィサヤ諸島やイロコス地方からの多くの移民を誘致しており、その中でも「N.E.クランブ」という名のアメリカ人移民は第二次世界大戦前に10km²近くの土地を借り入れやがて当時の経済活動の中心となる農園へ移り変わらせたという功績を残した。
ディゴスは1942年から1945年まで日本軍の占領下に置かれていたが、フィリピン軍とアメリカ軍の協力により日本軍を打ち倒すことに成功した。
ディゴスは大統領令第236号により1949年7月19日に正式に独立した一町となり、その後市に昇格するまでも二つの主な道路が交差する戦略的に重要な立地を評されディゴス市は今に至るまで南ダバオ州の州都となっている。

## 地理

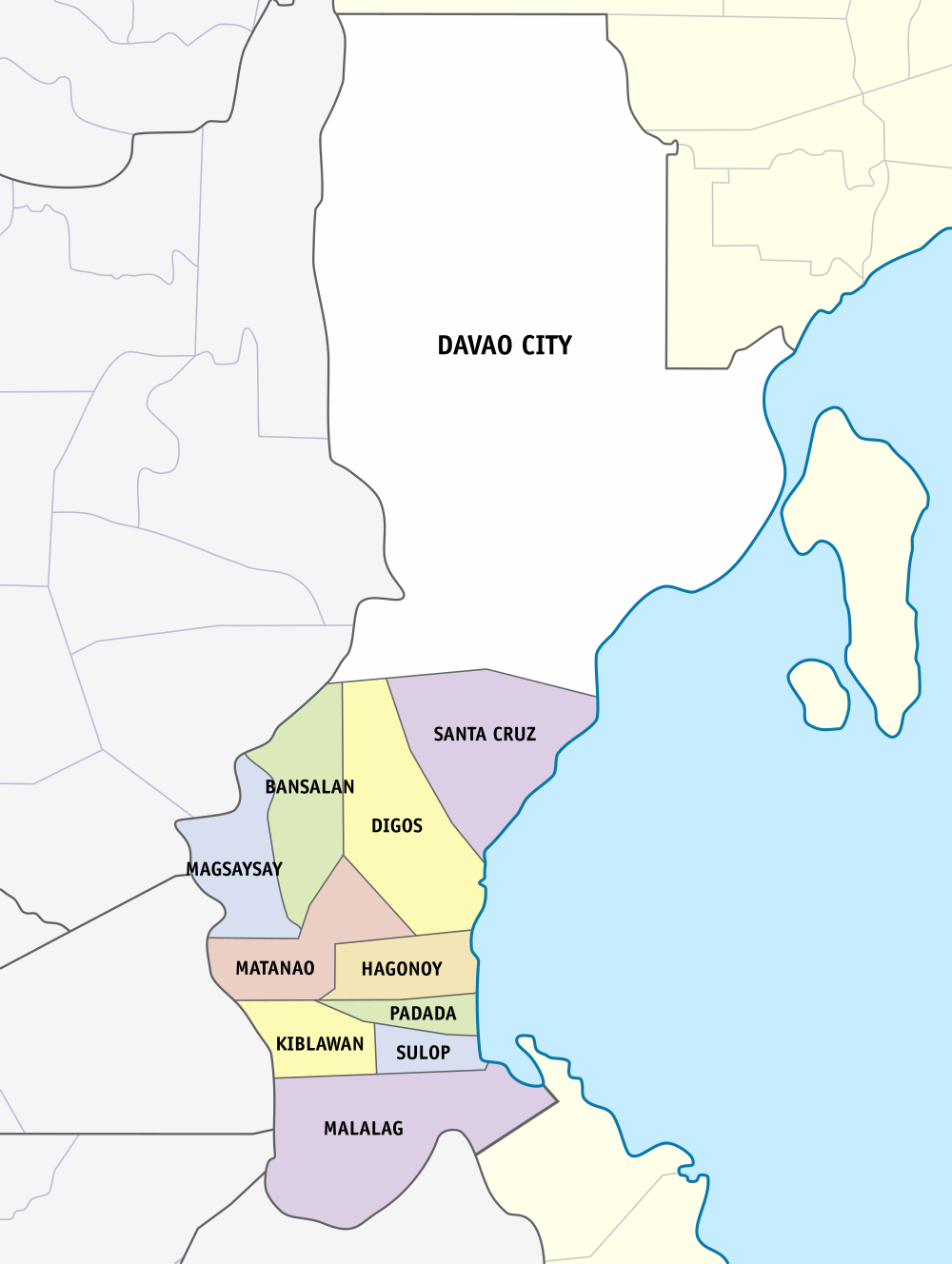
ディゴス市周辺の市

南はハゴノイ市、南西はマタナオ市、西はバンサラン市、北はダバオ市、北東はサンタクルス市、東はダバオ湾と接していて、26のバランガイから構成されている。
以下はディゴス市を構成するバランガイの一覧である。
・アプラヤ　　　　　・ゴマ　　　　　　　・ルパラン　　　　・ティグマン
・バラバグ　　　　　・イグピット　　　　・サンアグスティン ・トレス・デ・マヨ
・ビナトン　　　　　・カパタガン　　　　・サンホセ　　　 　・第一区域
・コゴン　　　　　　・キアゴット　　　　・サンミゲル　　　 ・第二区域
・コロラド　　　　　・ルンガグ　　　　　・サンロクエ　　　 ・第三区域
・ダウィス　　　　　・マハヤハイ　　　　・シナウィラン　　
・ドゥランガン　　　・マッチ　　　　　　・ソーング　　　　

### 気候
一年を通して全体的に蒸し暑くケッペンの気候区分では熱帯雨林気候とされる。
| ディゴスの気候                                                                                      | ディゴスの気候 | ディゴスの気候 | ディゴスの気候 | ディゴスの気候 | ディゴスの気候 | ディゴスの気候 | ディゴスの気候 | ディゴスの気候 | ディゴスの気候 | ディゴスの気候 | ディゴスの気候 | ディゴスの気候 | ディゴスの気候 |
| 月                                                                                                  | 1月            | 2月            | 3月            | 4月            | 5月            | 6月            | 7月            | 8月            | 9月            | 10月           | 11月           | 12月           | 年             |
| --------------------------------------------------------------------------------------------------- | -------------- | -------------- | -------------- | -------------- | -------------- | -------------- | -------------- | -------------- | -------------- | -------------- | -------------- | -------------- | -------------- |
| 平均最高気温 °C （°F）                                                                              | 30 (86)        | 30 (86)        | 31 (88)        | 32 (90)        | 31 (88)        | 30 (86)        | 29 (84)        | 30 (86)        | 30 (86)        | 30 (86)        | 30 (86)        | 29 (84)        | 30.2 (86.3)    |
| 平均最低気温 °C （°F）                                                                              | 23 (73)        | 23 (73)        | 23 (73)        | 24 (75)        | 24 (75)        | 24 (75)        | 24 (75)        | 24 (75)        | 24 (75)        | 24 (75)        | 23 (73)        | 22 (72)        | 23.5 (74.1)    |
| 降水量 mm （inch）                                                                                  | 59 (2.32)      | 46 (1.81)      | 41 (1.61)      | 54 (2.13)      | 105 (4.13)     | 159 (6.26)     | 179 (7.05)     | 197 (7.76)     | 162 (6.38)     | 147 (5.79)     | 102 (4.02)     | 65 (2.56)      | 1,316 (51.82)  |
| 平均降雨日数                                                                                        | 13             | 11.7           | 12.2           | 14.5           | 22.6           | 25.6           | 26.6           | 27.5           | 25.5           | 26.0           | 21.2           | 16.0           | 242.4          |
| 出典：https://www.meteoblue.com/en/weather/historyclimate/climatemodelled/digos_philippines_1714956 |                |                |                |                |                |                |                |                |                |                |                |                |                |

## 経済
ディゴス市は農業が主な経済活動の中心となっており、特にココナッツ・バナナ・マンゴー等の果物の生産が盛んで市の経済を支えている。

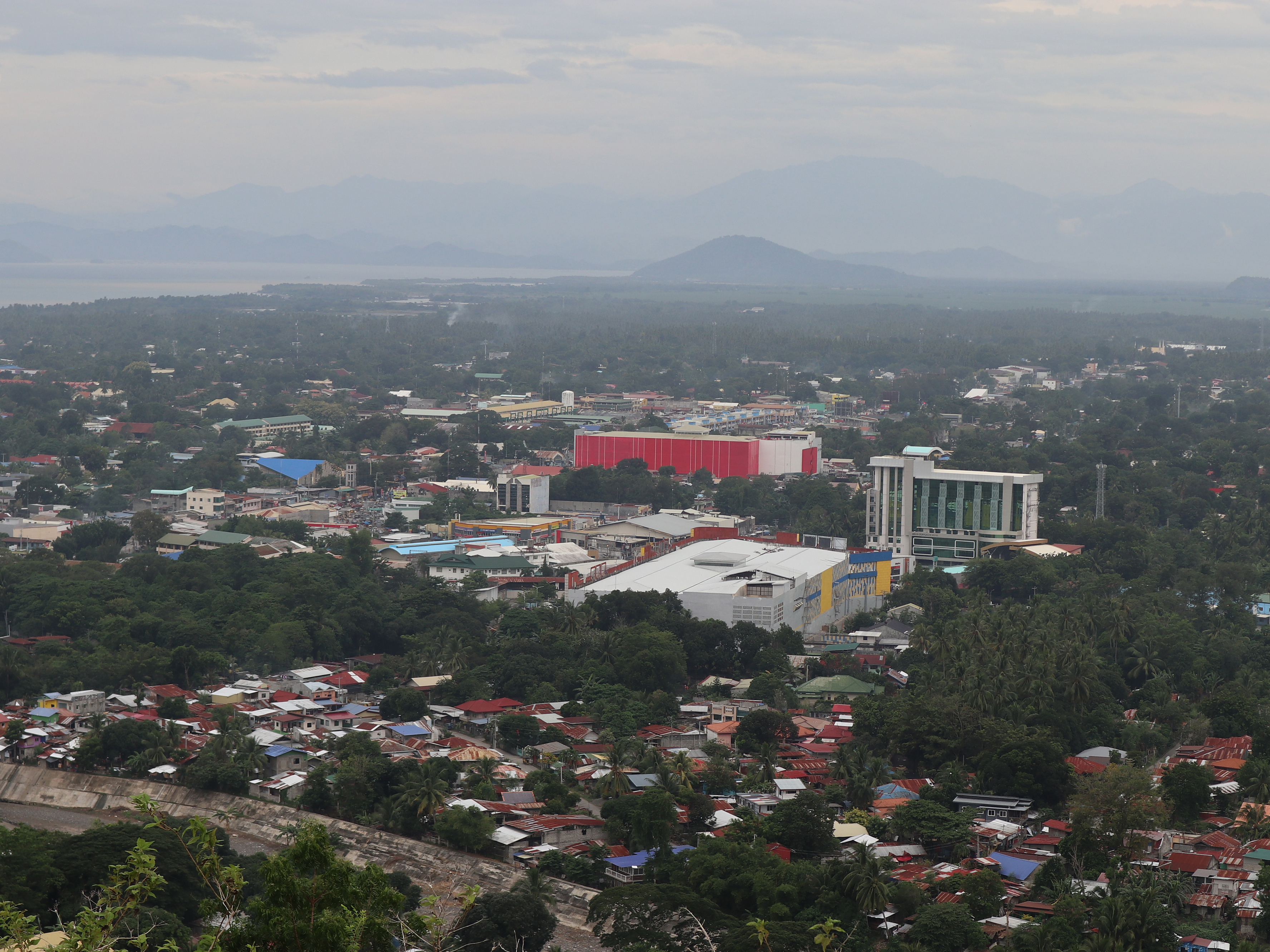
ディゴス市の風景

さらに近年ディゴス市はインフラの成長と中小企業の増加により経済活動の活性化が見込まれていて、ダバオの近郊という戦略的重要立地としても注目されているため不動産需要等の上昇が推測されている。

## インフラ

### 交通機関

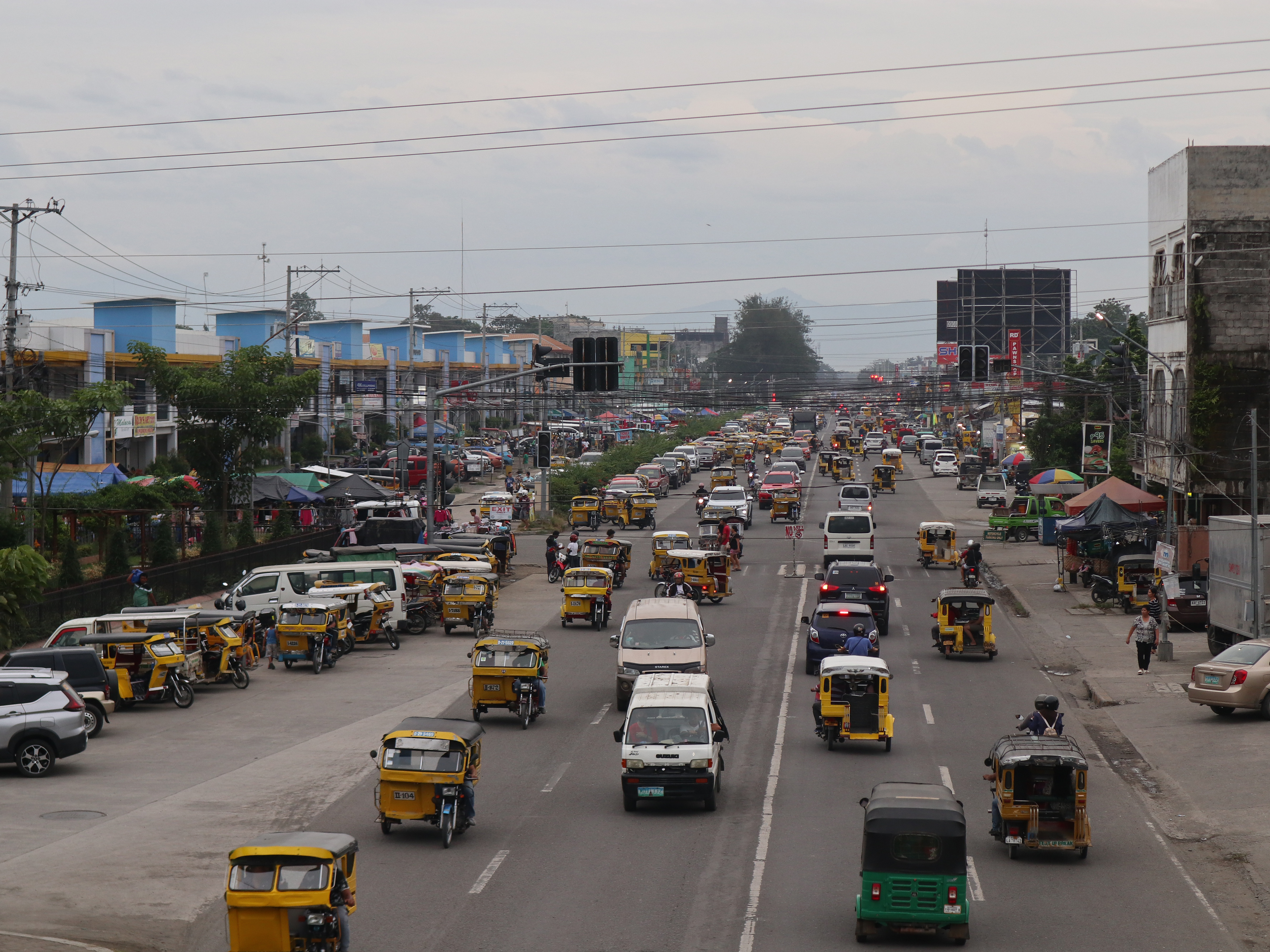
ディゴス市内の道路の様子

市では「ペディキャブ」として知られるおよそ5000台の三輪車がよく利用されていて、様々な交通機関によってダバオやコタバト等ダバオ地方の主要都市に行くことができる。